# Ran Ben Shimon
Ran Ben Shimon (hebräisch רן בן שמעון; * 28. November 1970 in Petach Tikwa) ist ein israelischer Fußballtrainer.

## Karriere
Als Spieler war er von 1987 bis 2002 für Maccabi Petach Tikwa und Hapoel Haifa aktiv. Ab 2003 trainierte er verschiedene Teams in Israel und auf Zypern. Von Juli 2017 bis zum Ablauf seines Vertrages im Januar 2020 war er Trainer der zyprischen Nationalmannschaft.
Seit dem 21. Januar 2020 ist er erneut Trainer beim israelischen Verein MS Aschdod.